# Roiglise

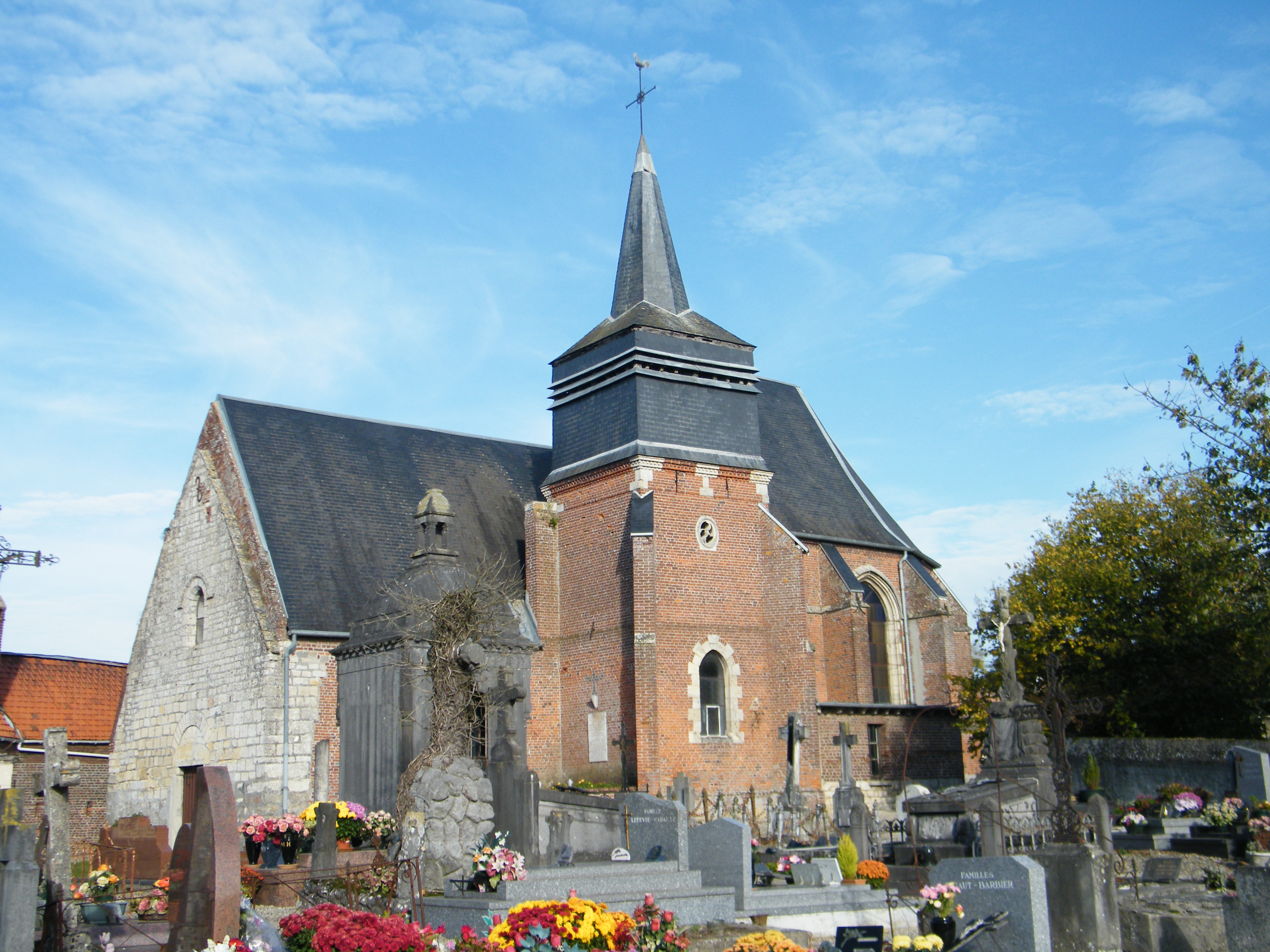
Kerk

Roiglise is een gemeente in het Franse departement Somme (regio Hauts-de-France) en telt 162 inwoners (1999). De plaats maakt deel uit van het arrondissement Montdidier.

## Geografie
De oppervlakte van Roiglise bedraagt 5,8 km², de bevolkingsdichtheid is 27,9 inwoners per km².
De onderstaande kaart toont de ligging van Roiglise met de belangrijkste infrastructuur en aangrenzende gemeenten.

## Demografie
Onderstaande figuur toont het verloop van het inwonertal (bron: INSEE-tellingen).